# Niwki (Namysłów)
Niwki (deutsch Niefe) ist eine Ortschaft in Niederschlesien. Der Ort liegt in der Gmina Namysłów im Powiat Namysłowski in der Woiwodschaft Opole in Polen.

## Geographie

### Geographische Lage
Das Dorf Niwki liegt 13 Kilometer südwestlich der Gemeinde- und Kreisstadt Namysłów (Namslau) sowie 65 Kilometer nordwestlich der Woiwodschaftshauptstadt Opole (Oppeln). Der Ort liegt in der Nizina Śląska (Schlesische Tiefebene) innerhalb der Równina Oleśnicka (Oelser Ebene). Das Dorf liegt an weitläufigen Waldgebieten.

### Nachbarorte
Nachbarort von Niwki ist im Westen Przeczów (Prietzen).

## Geschichte

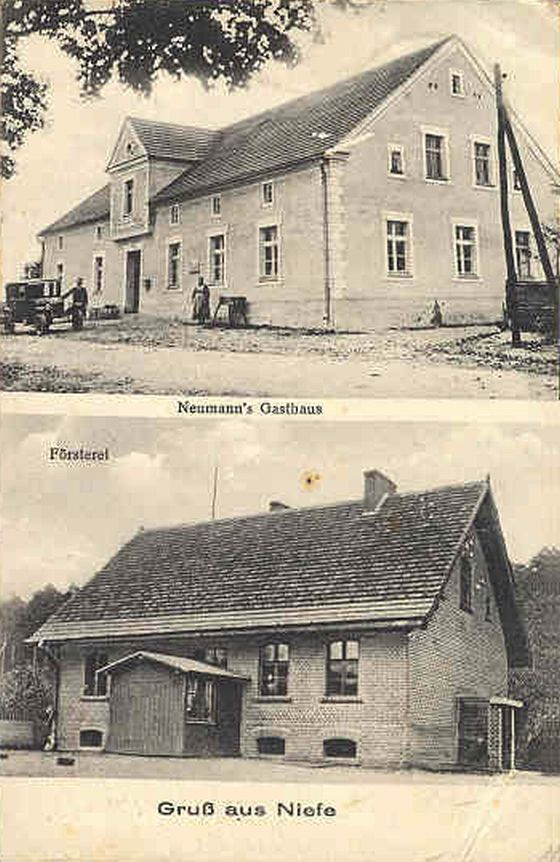
Försterei in Niwki um 1930

Der Ort wurde 1530 erstmals als Nieffe erwähnt.
Nach dem Ersten Schlesischen Krieg 1742 fiel Niefe mit dem größten Teil Schlesiens an Preußen.
Nach der Neuorganisation der Provinz Schlesien gehörte die Landgemeinde Niefe ab 1816 zum Landkreis Namslau im Regierungsbezirk Breslau. 1845 bestanden im Dorf eine Freischoltisei und 13 Häuser. Im gleichen Jahr lebten in Niefe 80 Menschen, davon einer katholisch. 1874 wurde der Amtsbezirk Windisch Marchwitz gegründet, welcher die Landgemeinden Landgemeinde Windisch Marchwitz, Niefe und die Gutsbezirke Mühlchen, Forst und Windisch Marchwitz umfasste.
1933 zählte Niefe 98 Einwohner. Am 3. Februar 1937 wurde der Ortsname in Neuenhagen geändert. 1939 zählte Neuenhagen 108 Einwohner. Bis 1945 gehörte der Ort zum Landkreis Namslau.
Alf Folge des Zweiten Weltkriegs kam der Ort 1945 an Polen, wurde in Niwki umbenannt und der Woiwodschaft Schlesien angeschlossen. 1950 wurde Niwki der Woiwodschaft Opole zugeteilt. 1999 wurde es Teil des wiedergegründeten Powiat Namysłowski.

## Sehenswürdigkeiten

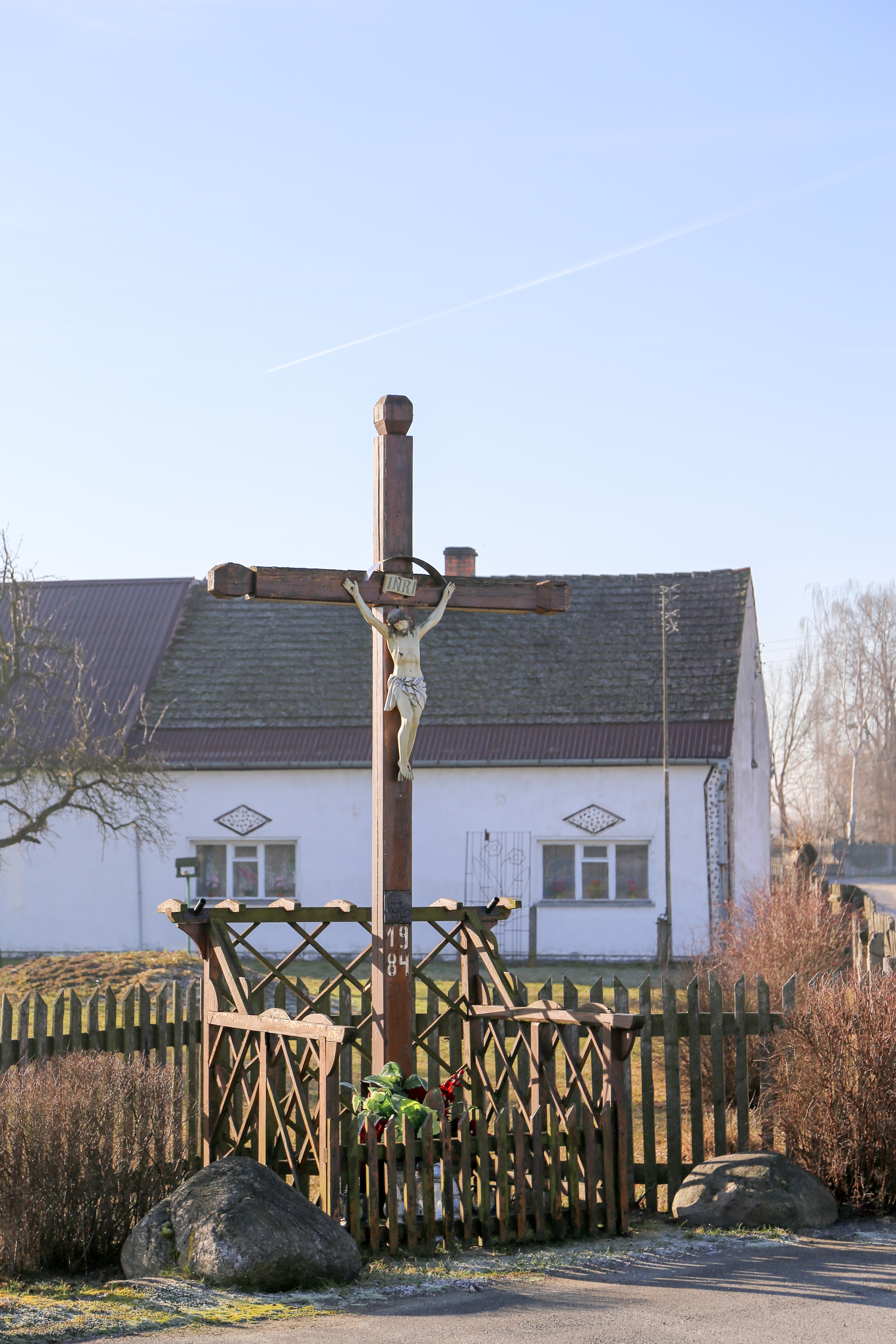
Wegkreuz

- Hölzernes Wegekreuz